# European Le Mans Series 2015
Navigation
Édition précédente Édition suivante
L'European Le Mans Series 2015 (ELMS) est la douzième saison de ce championnat et se déroule du 11 avril au 18 octobre 2015 sur un total de cinq manches.
Chaque manche se déroule sur un durée de 4 heures. Cette saison 2015 voit l'apparition de la classe LMP3.

## Repères de débuts de saison
La saison 2015 a vu l'introduction de la nouvelle catégorie LMP3 annoncée par l'ACO durant la saison 2014. Le but de cette nouvelle catégorie est de familiariser les jeunes pilotes et équipes à l’endurance avant de passer aux classes supérieures de prototypes, les LMP2 et LMP1.
Le châssis, qui peut être construit par les constructeurs retenus par l'ACO, est propulsé par un Moteur V8 Nissan VK50 de 5 litres atmosphérique, produisant 420 ch. Les boîtes de vitesses sont fournies par Xtrac. Le coût approximatif de fonctionnement d’une de ces voiture au cours de la saison est estimé entre 350 000 et 400 000 euros.

## Calendrier
Le calendrier provisoire 2015 a été annoncé lors de la dernière manche de la saison 2014 à Estoril,,. Le calendrier comprend à nouveau cinq épreuves, mettant en vedette les cinq mêmes circuits que ceux qui ont accueilli les courses de la saison 2014. Pour la troisième saison consécutive, Silverstone est l'hôte des manches d'ouverture des European Le Mans Series et du Championnat du monde d'endurance FIA.
| N° | Date        | Course                    | Circuit                       | Lieu         | État, Pays              |
| -- | ----------- | ------------------------- | ----------------------------- | ------------ | ----------------------- |
| 1  | 11 avril    | 4 Heures de Silverstone   | Circuit de Silverstone        | Silverstone  | Angleterre, Royaume-Uni |
| 2  | 17 mai      | 4 Heures d'Imola          | Autodromo Enzo e Dino Ferrari | Imola        | Italie                  |
| 3  | 12 juillet  | 4 Heures du Red Bull Ring | Red Bull Ring                 | Spielberg    | Autriche                |
| 4  | 6 septembre | 4 Heures du Castellet     | Circuit Paul-Ricard           | Le Castellet | France                  |
| 5  | 18 octobre  | 4 Heures d'Estoril        | Circuit d'Estoril             | Estoril      | Portugal                |

## Engagés
La liste des engagés a été annoncée le 5 février 2015.
| No.  | Pays                       | Équipe                     | Voiture                        | Pneus | Pilotes                                                                                              | Pilotes                                                                                              | Pilotes                                                                                              |
| No.  | Pays                       | Équipe                     | Voiture                        | Pneus | Les chiffres entre parenthèses sont la ou les manches auxquelles le pilote ou l'écurie sont inscrits | Les chiffres entre parenthèses sont la ou les manches auxquelles le pilote ou l'écurie sont inscrits | Les chiffres entre parenthèses sont la ou les manches auxquelles le pilote ou l'écurie sont inscrits |
| LMP2 | LMP2                       | LMP2                       | LMP2                           | LMP2  | LMP2                                                                                                 | LMP2                                                                                                 | LMP2                                                                                                 |
| ---- | -------------------------- | -------------------------- | ------------------------------ | ----- | --- | --- | --- |
| 25   |                            | Algarve Pro Racing         | Ligier JS P2 - Nissan          | D     | Michael Munemann (3-5)                                                                               | Andrea Roda (3-5)                                                                                    | James Winslow (3-5)                                                                                  |
| 29   |                            | Pegasus Racing             | Morgan LMP2-Nissan             | M     | Léo Roussel (Toutes)                                                                                 | David Cheng(Toutes)                                                                                  | Jonathan Coleman (1, 5)                                                                              |
| 29   | Julien Schell (2-3)        | Pegasus Racing             | Morgan LMP2-Nissan             | M     | | | |
| 20   |                            | AF Racing                  | BR Engineering BR01-Nissan     | M     | Maurizio Mediani (4-5)                                                                               | Nicolas Minassian (4-5)                                                                              | David Markozov (4-5)                                                                                 |
| 21   |                            | AF Racing                  | BR Engineering BR01-Nissan     | M     | Mikhaïl Alechine (4-5)                                                                               | Kirill Ladygin (4-5)                                                                                 | Viktor Shaytar (4-5)                                                                                 |
| 27   |                            | SMP Racing                 | BR Engineering BR01-Nissan     | M     | Maurizio Mediani (2-3)                                                                               | Nicolas Minassian (2-3)                                                                              | David Markozov (2-3)                                                                                 |
| 32   |                            | AF Corse                   | Oreca 03-Nissan                | M     | Maurizio Mediani (1)                                                                                 | Nicolas Minassian (1)                                                                                | David Markozov (1)                                                                                   |
| 34   |                            | AF Corse                   | Oreca 03-Nissan                | M     | Mikhaïl Alechine (1)                                                                                 | Anton Ladygin (de)(1)                                                                                | Kirill Ladygin(1)                                                                                    |
| 33   |                            | Eurasia Motorsport         | Oreca 03R-Nissan               | D     | Pu Jun Jin (en) (1–3, 5)                                                                             | Nick de Bruijn(Toutes)                                                                               | Richard Bradley (4)                                                                                  |
| 37   |                            | SMP Racing                 | BR Engineering BR01-Nissan     | M     | Mikhaïl Alechine (2-3)                                                                               | Anton Ladygin (de) (2-3)                                                                             | Kirill Ladygin (2-3)                                                                                 |
| 38   |                            | Jota Sport                 | Gibson 015S-Nissan             | D     | Simon Dolan (Toutes)                                                                                 | Filipe Albuquerque (Toutes)                                                                          | Harry Tincknell (Toutes)                                                                             |
| 40   |                            | Krohn Racing               | Ligier JS P2-Judd              | M     | Tracy Krohn (Toutes)                                                                                 | Niclas Jönsson (Toutes)                                                                              | Oswaldo Negri Jr. (1–2)                                                                              |
| 40   | Julien Canal (3)           | Krohn Racing               | Ligier JS P2-Judd              | M     | Olivier Pla (4-5)                                                                                    | | |
| 41   |                            | Greaves Motorsport         | Gibson 015S-Nissan             | D     | Gary Hirsch                                                                                          | Jon Lancaster                                                                                        | Björn Wirdheim                                                                                       |
| 44   |                            | Ibañez Racing,             | Oreca 03-Nissan                | D     | Yutaka Yamagishi (1–3)                                                                               | Michele La Rosa (de) (1)                                                                             | Pierre Perret (2-3)                                                                                  |
| 45   |                            | Ibañez Racing,             | Oreca 03-Nissan                | D     | José Ibañez (1-3)                                                                                    | Ivan Bellarosa (nl) (1-3)                                                                            | Pierre Perret (1)                                                                                    |
| 46   |                            | Thiriet by TDS Racing,     | Oreca 05-Nissan                | D     | Pierre Thiriet (Toutes)                                                                              | Ludovic Badey (Toutes)                                                                               | Tristan Gommendy (1-4)                                                                               |
| 46   | Nicolas Lapierre (5)       | Thiriet by TDS Racing,     | Oreca 05-Nissan                | D     | | | |
| 48   |                            | Murphy Prototypes          | Oreca 03R-Nissan               | D     | Michael Lyons (Toutes)                                                                               | Nathanaël Berthon (Toutes)                                                                           | Mark Patterson (Toutes)                                                                              |
| LMP3 |                            |                            |                                |       | | | |
| 2    |                            | Team LNT                   | Ginetta-Juno P3-15-Nissan      | M     | Gaëtan Paletou (Toutes)                                                                              | Michael Simpson (1–2, 4–5)                                                                           | Mark Shulzhitskiy (en) (3)                                                                           |
| 3    |                            | Team LNT                   | Ginetta-Juno P3-15-Nissan      | M     | Chris Hoy (Toutes)                                                                                   | Charlie Robertson (Toutes)                                                                           | |
| 7    |                            | Université de Bolton       | Ginetta-Juno P3-15-Nissan      | M     | Rob Garofall (1–2)                                                                                   | Jens Petersen (1)                                                                                    | Morten Dons (pl) (2)                                                                                 |
| 9    |                            | Graff Racing               | Ligier JS P3-Nissan            | M     | Eric Trouillet (5)                                                                                   | Gary Findlay (5)                                                                                     | Thomas Accary (5)                                                                                    |
| 11   |                            | Lanan Racing               | Ginetta-Juno P3-15-Nissan      | M     | Alex Craven (1–2)                                                                                    | Joey Foster (en) (1)                                                                                 | Charlie Hollings (1)                                                                                 |
| 11   | Mark Shulzhitskiy (en) (2) | Lanan Racing               | Ginetta-Juno P3-15-Nissan      | M     | | | |
| 15   |                            | SVK by Speed Factory       | Ginetta-Juno P3-15-Nissan      | M     | Konstantīns Calko (en) (Toutes)                                                                      | Dainius Matijošaitis (Toutes)                                                                        | Jesús Fuster (1–3, 5)                                                                                |
| 15   | Mirco van Oostrum (4)      | SVK by Speed Factory       | Ginetta-Juno P3-15-Nissan      | M     | | | |
| GTE  |                            |                            |                                |       | | | |
| 51   |                            | AF Corse                   | Ferrari 458 Italia GT2         | D     | Matteo Cressoni (Toutes)                                                                             | Peter Mann (Toutes)                                                                                  | Raffaele Giammaria (en)(1–3, 5)                                                                      |
| 51   | Andrea Bertolini (4)       | AF Corse                   | Ferrari 458 Italia GT2         | D     | | | |
| 52   |                            | BMW Sports Trophy Marc VDS | BMW Z4 GTE                     | D     | Henry Hassid (Toutes)                                                                                | Jesse Krohn (Toutes)                                                                                 | Andy Priaulx (Toutes)                                                                                |
| 55   |                            | AF Corse                   | Ferrari 458 Italia GT2         | D     | Duncan Cameron (Toutes)                                                                              | Matthew Griffin (Toutes)                                                                             | Aaron Scott (Toutes)                                                                                 |
| 56   |                            | AT Racing                  | Ferrari 458 Italia GT2         | D     | Alexander Talkanitsa, Jr.(Toutes)                                                                    | Alexander Talkanitsa, Sr.(Toutes)                                                                    | Alessandro Pier Guidi (Toutes)                                                                       |
| 60   |                            | Formula Racing             | Ferrari 458 Italia GT2         | D     | Johnny Laursen (Toutes)                                                                              | Mikkel Mac (Toutes)                                                                                  | Andrea Rizzoli (Toutes)                                                                              |
| 66   |                            | JMW Motorsport             | Ferrari 458 Italia GT2         | D     | Robert Smith (Toutes)                                                                                | George Richardson (1–3)                                                                              | Sam Tordoff (en) (1–3)                                                                               |
| 66   | Rory Butcher (en) (4-5)    | JMW Motorsport             | Ferrari 458 Italia GT2         | D     | Jonny Cocker (4)                                                                                     | James Calado (5)                                                                                     | |
| 81   |                            | AF Corse                   | Ferrari 458 Italia GT2         | D     | Michele Rugolo (1)                                                                                   | Stephen Wyatt (1)                                                                                    | Rui Águas (1)                                                                                        |
| 86   |                            | Gulf Racing UK             | Porsche 911 RSR (991)          | D     | Michael Wainwright (Toutes)                                                                          | Adam Carroll (Toutes)                                                                                | Phil Keen (1–2, 4–5)                                                                                 |
| 86   | Daniel Brown (en) (3)      | Gulf Racing UK             | Porsche 911 RSR (991)          | D     | | | |
| 88   |                            | Proton Competition         | Porsche 911 RSR (991)          | D     | Christian Ried (Toutes)                                                                              | Klaus Bachler(1)                                                                                     | Khaled Al Qubaisi (1)                                                                                |
| 88   | Richard Lietz (3-5)        | Proton Competition         | Porsche 911 RSR (991)          | D     | Marco Mapelli (en) (2, 4)                                                                            | Sebastian Asch (3, 5)                                                                                | |
| GTC  |                            |                            |                                |       | | | |
| 59   |                            | TDS Racing                 | BMW Z4 GT3 (E89)               | D     | Eric Dermont (Toutes)                                                                                | Dino Lunardi (Toutes)                                                                                | Franck Perera (Toutes)                                                                               |
| 62   |                            | AF Corse                   | Ferrari 458 Italia GT3         | D     | Francesco Castellacci (Toutes)                                                                       | Stuart Hall (Toutes)                                                                                 | Thomas Flohr (1, 3–5)                                                                                |
| 62   | Rino Mastronardi (2)       | AF Corse                   | Ferrari 458 Italia GT3         | D     | | | |
| 63   |                            | AF Corse                   | Ferrari 458 Italia GT3         | D     | Marco Cioci (Toutes)                                                                                 | Ilya Melnikov (Toutes)                                                                               | Giorgio Roda (Toutes)                                                                                |
| 64   |                            | AF Corse                   | Ferrari 458 Italia GT3         | D     | Mads Rasmussen (Toutes)                                                                              | Francisco Guedes (Toutes)                                                                            | Filipe Barreiros (1–3, 5)                                                                            |
| 64   | Adrien De Leener (4)       | AF Corse                   | Ferrari 458 Italia GT3         | D     | | | |
| 68   |                            | Massive Motorsport         | Aston Martin V12 Vantage GT3   | D     | Casper Elgaard                                                                                       | Simon Møller (Toutes)                                                                                | Kristian Poulsen (Toutes)                                                                            |
| 77   |                            | TF Sport                   | Aston Martin V12 Vantage GT3   | D     | Euan Hankey (5)                                                                                      | Richie Stanaway (5)                                                                                  | Salih Yoluç (5)                                                                                      |
| 85   |                            | Gulf Racing UK             | Lamborghini Gallardo LP560 GT3 | D     | Daniel Brown (en) (1)                                                                                | Roald Goethe (1)                                                                                     | Archie Hamilton (1)                                                                                  |

## Résumé

### 4 Heures de Silverstone

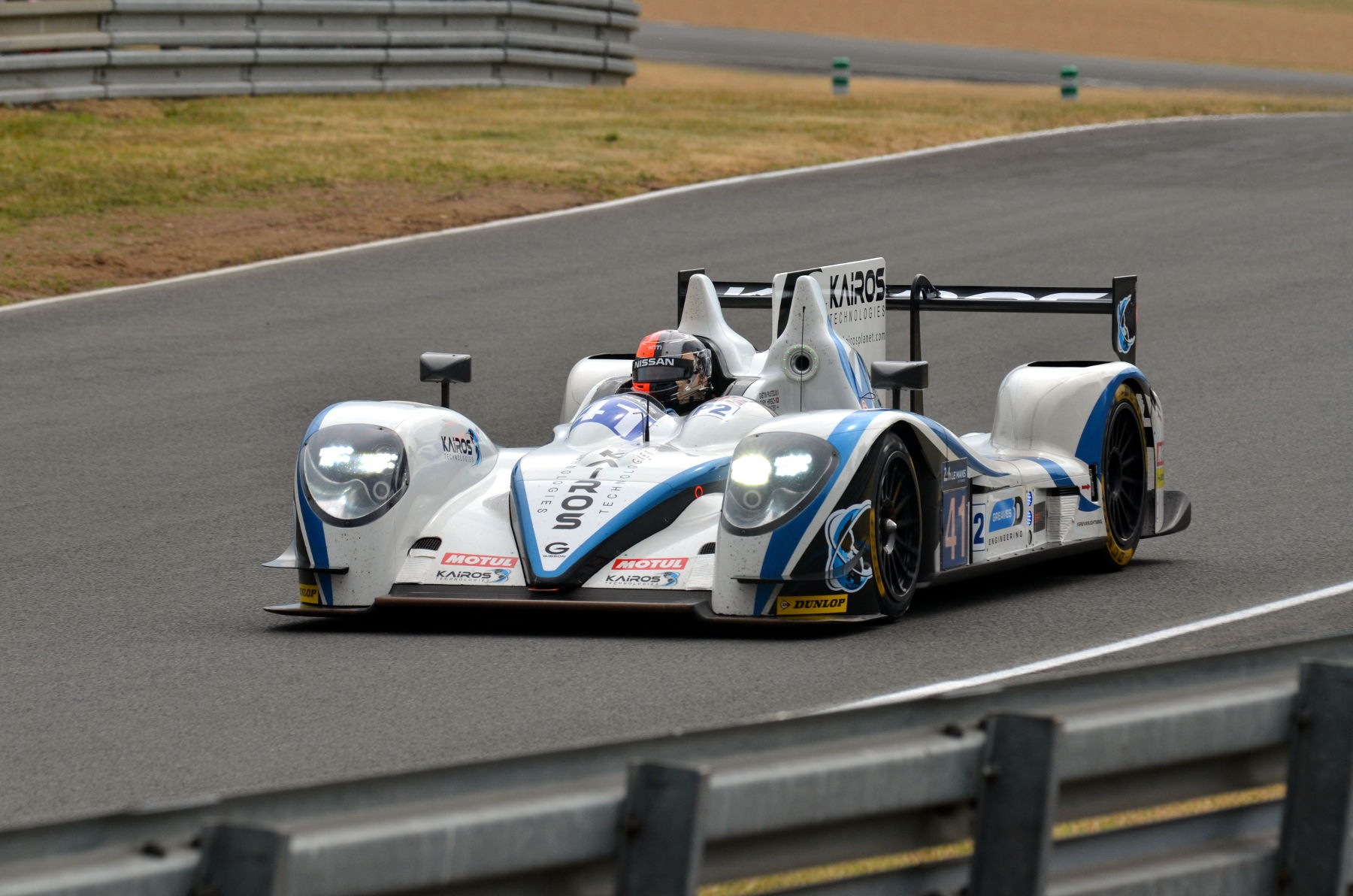
La Gibson 015S du Greaves Motorsport

La catégorie LMP2 et le classement général des 4 Heures de Silverstone ont été remportés par la Gibson 015S de l'écurie Greaves Motorsport et pilotée par Gary Hirsch, Jon Lancaster et Björn Wirdheim.
La catégorie LMP3 a été remportée par la Ginetta-Juno LMP3 de l'écurie Team LNT et pilotée par Charlie Robertson et Chris Hoy.
La catégorie GTE a été remportée par la Porsche 911 RSR de l'écurie Gulf Racing UK et pilotée par Michael Wainwright, Phil Keen et Adam Carroll.
La catégorie GTC a été remportée par la BMW Z4 GT3 de l'écurie TDS Racing et pilotée par Eric Dermont, Dino Lunardi et Franck Perera.

### 4 Heures d'Imola

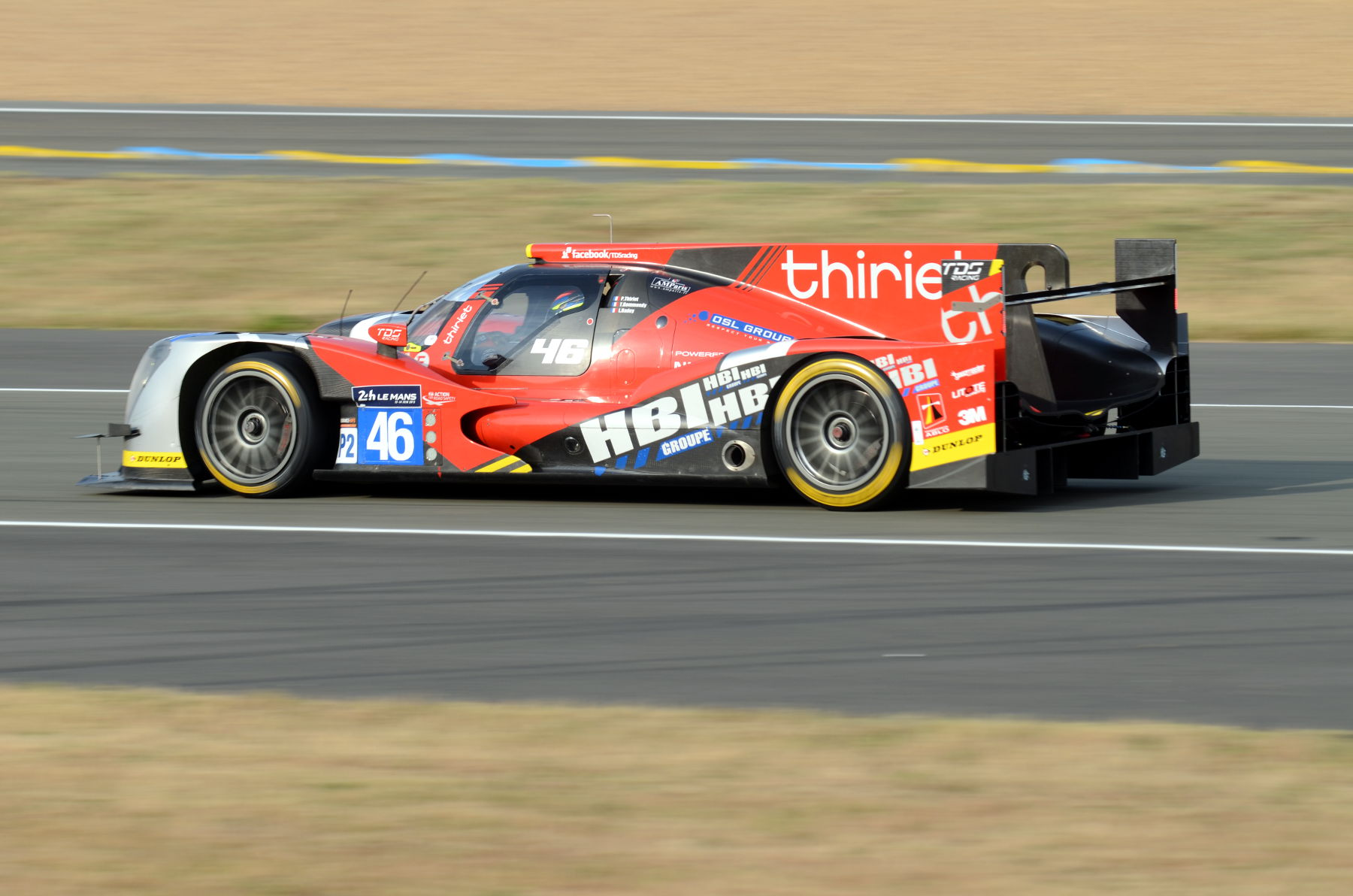
L'Oreca 05 de l'écurie Thiriet by TDS Racing

La catégorie LMP2 et le classement général des 4 Heures de Monza ont été remportés par l'Oreca 05 de l'écurie Thiriet by TDS Racing et pilotée par Pierre Thiriet, Tristan Gommendy et Ludovic Badey.
La catégorie LMP3 a été remportée par la Ginetta-Juno LMP3 de l'écurie Université de Bolton et pilotée par Rob Garofall et Morten Dons (en).
La catégorie GTE a été remportée par la Ferrari 458 Italia GT2 de l'écurie AT Racing et pilotée par Alexander Talkanitsa, Jr., Alexander Talkanitsa, Sr et Alessandro Pier Guidi.
La catégorie GTC a été remportée par la Ferrari 458 Italia GT3 de l'écurie AF Corse et pilotée par Rino Mastronardi, Francesco Castellacci et Stuart Hall.

### 4 Heures du Red Bull Ring

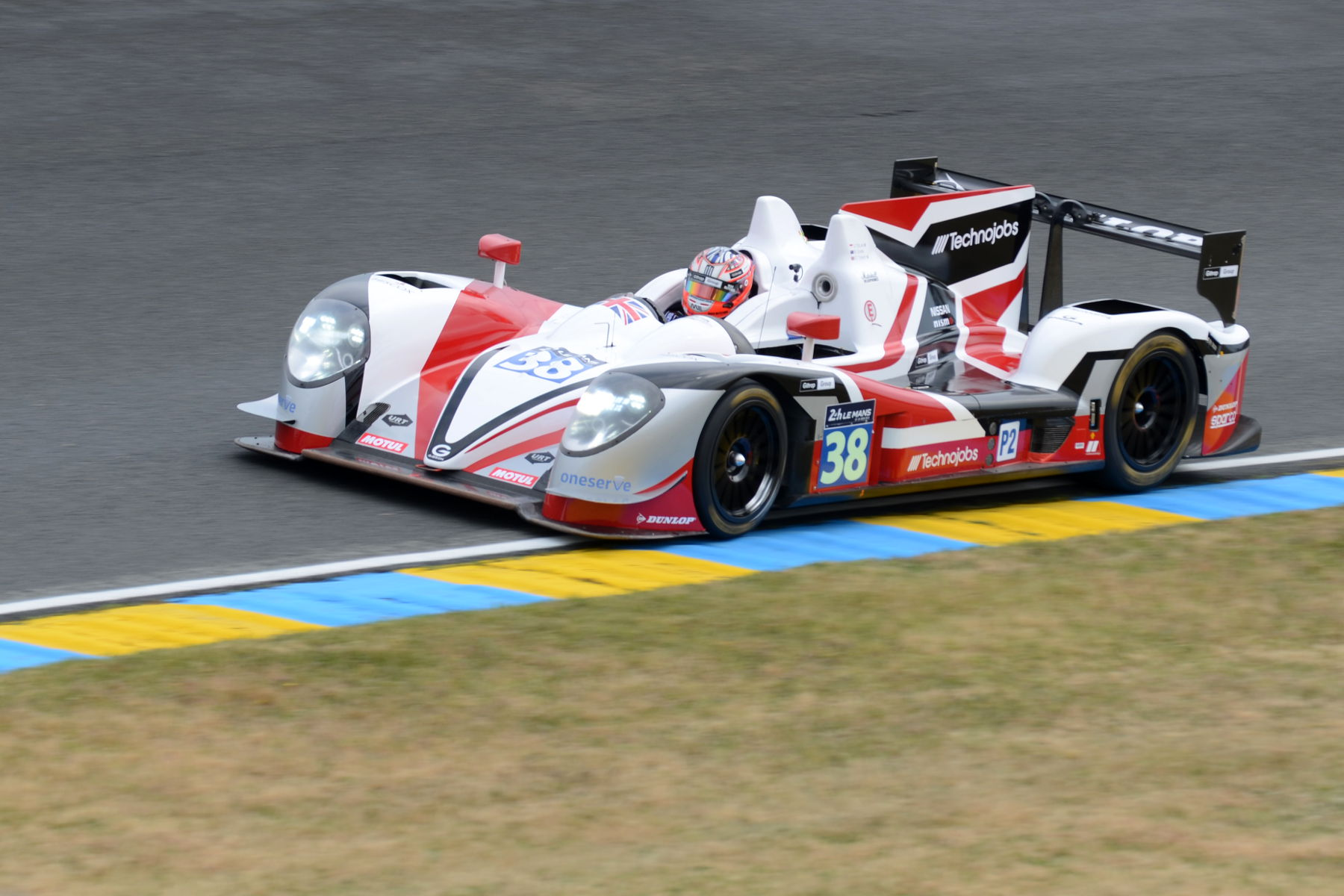
La Gibson 015S de l'écurie Jota Sport

La catégorie LMP2 et le classement général des 4 Heures du Red Bull Ring ont été remportés par la Gibson 015S de l'écurie Jota Sport et pilotée par Simon Dolan, Filipe Albuquerque et Harry Tincknell.
La catégorie LMP3 a été remportée par la Ginetta-Juno LMP3 de l'écurie Université de Bolton et pilotée par Charlie Robertson et Chris Hoy.
La catégorie GTE a été remportée par la Ferrari 458 Italia GT2 de l'écurie Formula Racing et pilotée par Johnny Laursen, Mikkel Mac et Andrea Rizzoli.
La catégorie GTC a été remportée par la Ferrari 458 Italia GT3 de l'écurie AF Corse et pilotée par Thomas Flohr, Francesco Castellacci et Stuart Hall.

### 4 Heures du Castellet

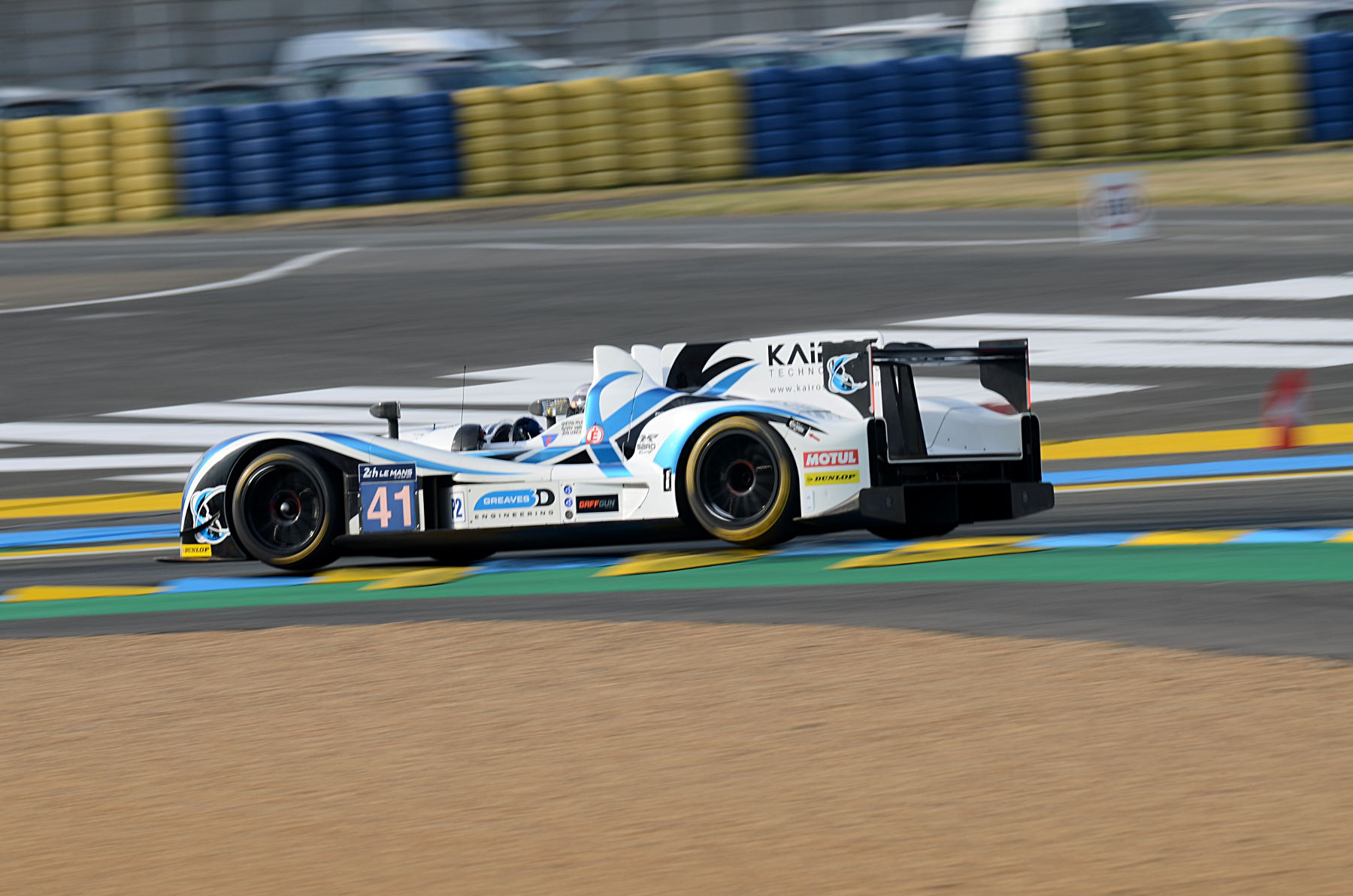
La Gibson 015S de l'écurie Greaves Motorsport

La catégorie LMP2 et le classement général des 4 Heures du Castellet ont été remportés par la Gibson 015S de l'écurie Greaves Motorsport et pilotée par Gary Hirsch, Jon Lancaster et Björn Wirdheim.
La catégorie LMP3 a été remportée par la Ginetta-Juno LMP3 de l'écurie Team LNT et pilotée par Charlie Robertson et Chris Hoy.
La catégorie GTE a été remportée par la Ferrari 458 Italia GT2 de l'écurie Formula Racing et pilotée par Johnny Laursen, Mikkel Mac et Andrea Rizzoli.
La catégorie GTC a été remportée par la BMW Z4 GT3 de l'écurie TDS Racing et pilotée par Eric Dermont, Dino Lunardi et Franck Perera.

### 4 Heures d'Estoril

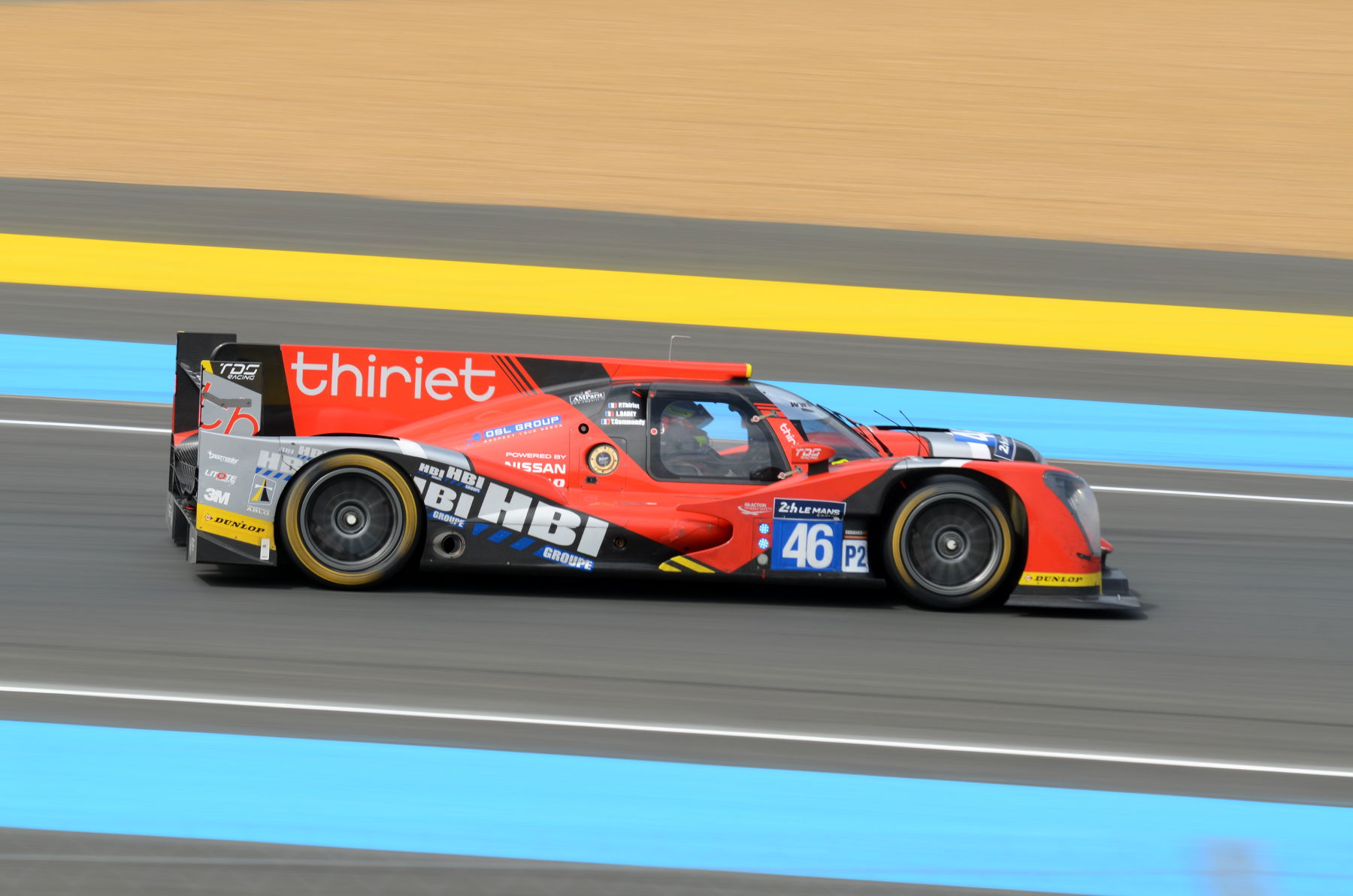
L'Oreca 05 de l'écurie Thiriet by TDS Racing.

La catégorie LMP2 et le classement général des 4 Heures d'Estoril ont été remportés par l'Oreca 05 de l'écurie Thiriet by TDS Racing et pilotée par Pierre Thiriet, Tristan Gommendy et Ludovic Badey.
La catégorie LMP3 a été remportée par la Ginetta-Juno LMP3 de l'écurie Team LNT et pilotée par Michael Simpson et Gaëtan Paletou.
La catégorie GTE a été remportée par la BMW Z4 GTE (en) de l'écurie BMW Team Marc VDS et pilotée par Henry Hassid, Jesse Krohn et Andy Priaulx.
La catégorie GTC a été remportée par la Ferrari 458 Italia GT3 de l'écurie AF Corse et pilotée par Marco Cioci, Ilya Melnikov, Giorgio Roda.

## Résultats
| N° | Course                    | Équipe victorieuse LMP2                        | Équipe victorieuse LMP3        | Équipe victorieuse GTE                                                    | Équipe victorieuse GTC                             | Résultats |
| N° | Course                    | Pilotes victorieux LMP2                        | Pilotes victorieux LMP3        | Pilotes victorieux GTE                                                    | Pilotes victorieux GTC                             | Résultats |
| -- | ------------------------- | ---------------------------------------------- | ------------------------------ | ------------------------------------------------------------------------- | -------------------------------------------------- | --------- |
| 1  | 4 Heures de Silverstone   | Greaves Motorsport                             | Team LNT                       | Gulf Racing UK                                                            | TDS Racing                                         | Résultats |
| 1  | 4 Heures de Silverstone   | Gary Hirsch Jon Lancaster Björn Wirdheim       | Chris Hoy Charlie Robertson    | Michael Wainwright Phil Keen Adam Carroll                                 | Eric Dermont Dino Lunardi Franck Perera            | Résultats |
| 2  | 4 Heures d'Imola          | Thiriet by TDS Racing                          | Université de Bolton           | AT Racing                                                                 | AF Corse                                           | Résultats |
| 2  | 4 Heures d'Imola          | Pierre Thiriet Ludovic Badey Tristan Gommendy  | Rob Garofall Morten Dons (pl)  | Alessandro Pier Guidi Alexander Talkanitsa, Jr. Alexander Talkanitsa, Sr. | Francesco Castellacci Rino Mastronardi Stuart Hall | Résultats |
| 3  | 4 Heures du Red Bull Ring | Jota Sport                                     | Team LNT                       | Formula Racing                                                            | AF Corse                                           | Résultats |
| 3  | 4 Heures du Red Bull Ring | Harry Tincknell Simon Dolan Filipe Albuquerque | Charlie Robertson Chris Hoy    | Mikkel Mac Johnny Laursen Andrea Rizzoli                                  | Francesco Castellacci Thomas Flohr Stuart Hall     | Résultats |
| 4  | 4 Heures du Castellet     | Greaves Motorsport                             | Team LNT                       | Formula Racing                                                            | TDS Racing                                         | Résultats |
| 4  | 4 Heures du Castellet     | Gary Hirsch Jon Lancaster Björn Wirdheim       | Chris Hoy Charlie Robertson    | Mikkel Mac Johnny Laursen Andrea Rizzoli                                  | Eric Dermont Dino Lunardi Franck Perera            | Résultats |
| 5  | 4 Heures d'Estoril        | Thiriet by TDS Racing                          | Team LNT                       | Marc VDS Racing Team                                                      | AF Corse                                           | Résultats |
| 5  | 4 Heures d'Estoril        | Pierre Thiriet Ludovic Badey Nicolas Lapierre  | Gaëtan Paletou Michael Simpson | Henry Hassid Jesse Krohn Andy Priaulx                                     | Marco Cioci Ilya Melnikov Giorgio Roda             | Résultats |

## Classement

### Attribution des points
| Système des points | Système des points | Système des points | Système des points | Système des points | Système des points | Système des points | Système des points | Système des points | Système des points | Système des points | Système des points |
| Position           | 1er                | 2e                 | 3e                 | 4e                 | 5e                 | 6e                 | 7e                 | 8e                 | 9e                 | 10e                | Au-delà            |
| ------------------ | ------------------ | ------------------ | ------------------ | ------------------ | ------------------ | ------------------ | ------------------ | ------------------ | ------------------ | ------------------ | ------------------ |
| Points             | 25                 | 18                 | 15                 | 12                 | 10                 | 8                  | 6                  | 4                  | 2                  | 1                  | 0.5                |

### Championnat des Pilotes

#### LMP2 (top-10)
| Pos. | Pilote             | SIL | IMO | RBR | LEC | EST | Total points |
| ---- | ------------------ | --- | --- | --- | --- | --- | ------------ |
| 1    | Björn Wirdheim     | 1   | 4   | 4   | 1   | 2   | 93           |
| 1    | Gary Hirsch        | 1   | 4   | 4   | 1   | 2   | 93           |
| 1    | Jon Lancaster      | 1   | 4   | 4   | 1   | 2   | 93           |
| 2    | Ludovic Badey      | 3   | 1   | 2   | 6   | 1   | 91           |
| 2    | Pierre Thiriet     | 3   | 1   | 2   | 6   | 1   | 91           |
| 3    | Filipe Albuquerque | 2   | 3   | 1   | 3   | 4   | 89           |
| 3    | Harry Tincknell    | 2   | 3   | 1   | 3   | 4   | 89           |
| 3    | Simon Dolan        | 2   | 3   | 1   | 3   | 4   | 89           |
| 4    | Tristan Gommendy   | 3   | 1   | 2   | 6   |     | 66           |
| 5    | Kirill Ladygin     | 8   | 8   | 3   | 2   | 3   | 56           |
| 5    | Mikhaïl Alechine   | 8   | 8   | 3   | 2   | 3   | 56           |
| 6    | Niclas Jönsson     | 4   | 5   | 5   | 5   | 8   | 46           |
| 6    | Tracy Krohn        | 4   | 5   | 5   | 5   | 8   | 46           |
| 7    | Victor Shaytar     |     |     |     | 2   | 3   | 33           |
| 8    | David Markozov     | 6   | Ret | Ret | 4   | 5   | 30           |
| 8    | Maurizio Mediani   | 6   | Ret | Ret | 4   | 5   | 30           |
| 8    | Nicolas Minassian  | 6   | Ret | Ret | 4   | 5   | 30           |
| 9    | Nick de Bruijn     | 5   | 7   | 8   | Ret | 6   | 28           |
| 9    | Pu Jun Jin (en)    | 5   | 7   | 8   | Ret | 6   | 28           |
| 10   | Mark Patterson     | Ret | 2   | 6   | Ret | Ret | 26           |
| 10   | Michael Lyons      | Ret | 2   | 6   | Ret | Ret | 26           |
| 10   | Nathanaël Berthon  | Ret | 2   | 6   | Ret | Ret | 26           |
| 11   | Nicolas Lapierre   |     |     |     |     | 1   | 25           |

| Couleur | Résultat                     |
| ------- | ---------------------------- |
| Or      | Vainqueur                    |
| Argent  | 2e place                     |
| Bronze  | 3e place                     |
| Vert    | Terminé, dans les points     |
| Bleu    | Terminé, pas dans les points |
| Violet  | Abandon (Ab.) ou (Ret)       |
| Violet  | Non classé (NC)              |
| Rouge   | Pas qualifié (DNQ)           |
| Noir    | Disqualifié (DSQ)            |
| Blanc   | Pas au départ (DNS)          |
| Blanc   | Forfait (WD)                 |
| Blanc   | N'a pas participé (DNP)      |
| Blanc   | Blessé (INJ)                 |
| Blanc   | Exclu (EX)                   |
| Blanc   | Course annulée (C)           |

#### LMP3 (top-5)
| Pos | Pilote                 | Points |
| --- | ---------------------- | ------ |
| 1   | Charlie Robertson      | 94     |
| 1   | Chris Hoy              | 94     |
| 2   | Gaëtan Paletou         | 58     |
| 3   | Dainius Matijošaitis   | 57     |
| 3   | Konstantīns Calko (en) | 57     |
| 4   | Michael Simpson        | 43     |
| 5   | Jesús Fuster           | 42     |

#### LM GTE (top-5)
| Pos | Pilote                   | Points |
| --- | ------------------------ | ------ |
| 1   | Andrea Rizzoli           | 83     |
| 1   | Johnny Laursen           | 83     |
| 1   | Mikkel Mac               | 83     |
| 2   | Andy Priaulx             | 79     |
| 2   | Henry Hassid             | 79     |
| 2   | Jesse Krohn              | 79     |
| 3   | Aaron Scott              | 64     |
| 3   | Duncan Cameron           | 64     |
| 3   | Matthew Griffin          | 64     |
| 4   | Adam Carroll             | 56     |
| 4   | Michael Wainwright       | 56     |
| 5   | Alessandro Pier Guidi    | 55     |
| 5   | Alexander Talkanitsa Sr. | 55     |
| 5   | Alexander Talkanitsa Jr. | 55     |

#### GTC (top-5)
| Pos | Pilote                | Points |
| --- | --------------------- | ------ |
| 1   | Dino Lunardi          | 101    |
| 1   | Eric Dermont          | 101    |
| 1   | Franck Perera         | 101    |
| 2   | Francesco Castellacci | 81     |
| 2   | Stuart Hall           | 81     |
| 3   | Francisco Guedes      | 60     |
| 3   | Mads Rasmussen        | 60     |
| 4   | Thomas Flohr          | 56     |
| 5   | Giorgio Roda          | 56     |
| 5   | Ilya Melnikov         | 56     |
| 5   | Marco Cioci           | 56     |

### Championnat des Équipes

#### LMP2
| Pos. | Équipe                    | Voiture      | SIL | IMO | RBR | LEC | EST | Total points |
| ---- | ------------------------- | ------------ | --- | --- | --- | --- | --- | ------------ |
| 1    | Greaves Motorsport #41    | Gibson 015S  | 1   | 4   | 4   | 1   | 2   | 93           |
| 2    | Thiriet by TDS Racing #46 | Oreca 05     | 3   | 1   | 2   | 6   | 1   | 91           |
| 3    | Jota Sport #38            | Gibson 015S  | 2   | 3   | 1   | 3   | 4   | 89           |
| 4    | Krohn Racing #40          | Ligier JS P2 | 4   | 5   | 5   | 5   | 8   | 46           |
| 5    | AF Racing #21             | BR01         |     |     |     | 2   | 3   | 33           |
| 6    | Eurasia Motorsport #33    | Oreca 03R    | 5   | 7   | 8   | Ret | 6   | 28           |
| 7    | Murphy Prototypes #48     | Oreca 03R    | Ret | 2   | 6   | Ret | Ret | 26           |
| 8    | AF Racing #20             | BR01         |     |     |     | 4   | 5   | 22           |
| 9    | SMP Racing #37            | BR01         |     | 8   | 3   |     |     | 19           |
| 10   | Ibañez Racing #45         | Oreca 03     | 7   | 6   | 9   |     |     | 16           |
| 11   | Pegasus Racing #29        | Morgan LMP2  | Ret | 9   | 7   | 7   | Ret | 14           |
| 12   | Algarve Pro Racing #25    | Ligier JS P2 |     |     | 10  | 8   | 7   | 11           |
| 13   | AF Corse #32              | Oreca 03     | 6   |     |     |     |     | 8            |
| 14   | AF Corse #34              | Oreca 03     | 8   |     |     |     |     | 4            |
| 15   | Ibañez Racing #44         | Oreca 03     | Ret | Ret | Ret |     |     | 0            |
| 16   | SMP Racing #27            | BR01         |     | Ret | Ret |     |     | 0            |

#### LMP3
| Pos. | Équipe                    | Voiture      | SIL | IMO | RBR | LEC | EST | Total points |
| ---- | ------------------------- | ------------ | --- | --- | --- | --- | --- | ------------ |
| 1    | Team LNT #3               | Ginetta      | 1   | Ret | 1   | 1   | 3   | 94           |
| 2    | Team LNT #2               | Ginetta      | 2   | Ret | 3   | Ret | 1   | 58           |
| 3    | SVK par Speed Factory #15 | Ginetta      | 4   | 2   | Ret | 3   | 4   | 57           |
| 4    | Université de Bolton #7   | Ginetta      | 3   | 1   |     |     |     | 40           |
| 5    | Villorba Corse #5         | Ginetta      |     | Ret | 2   | 2   | Ret | 36           |
| 6    | Graff #9                  | Ligier JS P3 |     |     |     |     | 2   | 18           |
| 7    | Lanan Racing #11          | Ginetta      | Ret | 3   |     |     |     | 16           |

#### LM GTE
| Pos. | Équipe                         | Voiture                  | SIL | IMO | RBR | LEC | EST | Total points |
| ---- | ------------------------------ | ------------------------ | --- | --- | --- | --- | --- | ------------ |
| 1    | Formula Racing #60             | Ferrari 458 Italia GT2   | 6   | 3   | 1   | 1   | 5   | 83           |
| 2    | BMW Sports Trophy Marc VDS #52 | BMW Z4 GTE               | 4   | 4   | 4   | 2   | 1   | 79           |
| 3    | AF Corse #55                   | Ferrari 458 Italia GT2   | 3   | 5   | 2   | 6   | 4   | 63           |
| 4    | Gulf Racing UK #86             | Porsche 911 RSR (991)    | 1   | 8   | 7   | 7   | 3   | 56           |
| 5    | AT Racing #56                  | Ferrari 458 Italia GT2   | 7   | 1   | 8   | 5   | 6   | 55           |
| 6    | Proton Competition #88         | Porsche 911 RSR (991)    | 5   | 2   | 5   | 4   | 8   | 55           |
| 7    | JMW Motorsport #66             | Ferrari 458 Italia GT2   | 2   | 6   | 6   | 3   | Ret | 49           |
| 8    | AF Corse #51                   | Ferrari 458 Italia GT2   | Ret | 7   | 3   | Ret | 7   | 28           |
| 9    | Aston Martin Racing #99        | Aston Martin Vantage GTE |     |     |     |     | 3   | 18           |
| 10   | AF Corse #81                   | Ferrari 458 Italia GT2   | Ret |     |     |     |     | 1            |

#### GTC
| Pos. | Équipe                 | Voiture                        | SIL | IMO | RBR | LEC | EST | Total points |
| ---- | ---------------------- | ------------------------------ | --- | --- | --- | --- | --- | ------------ |
| 1    | TDS Racing #59         | BMW Z4 GT3                     | 1   | 4   | 2   | 1   | 2   | 101          |
| 2    | AF Corse #62           | Ferrari 458 Italia GT3         | Ret | 1   | 1   | 2   | 4   | 81           |
| 3    | AF Corse #64           | Ferrari 458 Italia GT3         | 2   | 3   | Ret | 4   | 3   | 60           |
| 4    | AF Corse #63           | Ferrari 458 Italia GT3         | Ret | 2   | 4   | Ret | 1   | 56           |
| 5    | Massive Motorsport #68 | Aston Martin V12 Vantage GT3   | Ret | Ret | 3   | 3   | Ret | 30           |
| 6    | Gulf Racing UK #85     | Lamborghini Gallardo LP560 GT3 | 3   |     |     |     |     | 15           |
| 7    | TF Sport #77           | Aston Martin V12 Vantage GT3   |     |     |     |     | 5   | 10           |